# Freddy Cole
Pour les articles homonymes, voir Cole.
Lionel Frederick Cole, dit Freddy Cole ou Freddie Cole (né le 15 octobre 1931 à Chicago (Illinois) et mort le 27 juin 2020 à Atlanta (Géorgie)), est un chanteur et pianiste américain de jazz dont la carrière a débuté en 1952. 

## Biographie
Freddy Cole est le frère des musiciens Nat King Cole et Ike Cole, le père de Lionel Cole, et l'oncle de Natalie Cole, Timolin Cole, et Casey Cole.
Fils du Révérend Edward James Coles et de Perlina Adams, Freddy Cole a grandi à Chicago avec ses frères Eddie, Ike et Nat. Il a commencé à jouer du piano à l'âge de six ans, et a poursuivi sa formation musicale à l'université Roosevelt de Chicago. Il a déménagé à New York en 1951, où il étudie à la Juilliard School of Music, avant de compléter une maîtrise au New England Conservatory of Music.
Après le succès modéré de Whispering Grass en 1953, Freddy Cole a joué plusieurs mois aux côtés de Johnny Coles et Benny Golson au sein du groupe musical d'Earl Bostic. Il a ensuite travaillé avec Grover Washington, Jr et a enregistré des jingles pour diverses entreprises, y compris Turner Classic Movies
Dans le courant des années 1970, Freddy Cole a enregistré plusieurs albums pour des labels Européens. En 2006, un documentaire lui a été consacré The Cole Nobody Knows. La même année, il est devenu un artiste Steinway.
Freddy Cole a été intronisé dans le Georgia Music Hall of Fame en 2007. En juillet 2009, il a publié un enregistrement live avec son propre quartet (guitariste Randy Napoleon, le batteur Curtis Boyd, et le bassiste Elias Bailey), rejoint par le saxophoniste alto Jerry Weldon et le pianiste John DiMartino, au Vertige un club de jazz situé au Lincoln Center. Son album publié en 2010, Freddy Cole Sing M. B, a été nommé aux Grammy awards dans la catégorie Meilleur Album Jazz Vocal. Dans cet album, Freddy Cole est rejoint par le saxophoniste ténor Houston Person, le pianiste John DiMartino, le guitariste/arrangeur Randy Napoleon , le batteur Curtis Boyd et le bassiste Elias Bailey.
Freddy Cole a eu pour modèles John Lewis, Oscar Peterson, Teddy Wilson et Billy Eckstine. Lorsqu'il parle d'Eckstine, Freddy Cole se rappelle qu' « Il a été un artiste fantastique. J'ai appris tellement de lui simplement à son contact et en le regardant jouer. ».
Le guitariste Randy Napoleon, qui joue et enregistre des albums avec Freddy Cole depuis 2007, a déclaré : « Freddy traverse la vie avec légèreté. Il est plein de patience, de chaleur humaine, et a un grand sens de l'humour. Il ne fait qu'un avec la musique... L'une des choses qui rend Freddy vraiment cool est son élégance dans la manière qu'il édite les morceaux. Il ne joue pas beaucoup de notes sur le piano, mais celles qu'il joue aide le groupe à se sentir à l'aise. Elles sont mélodiques, ça swingue, et c'est tout. Il ne pense pas qu'il y ait besoin de beaucoup de choses compliquées. ».

## Discographie

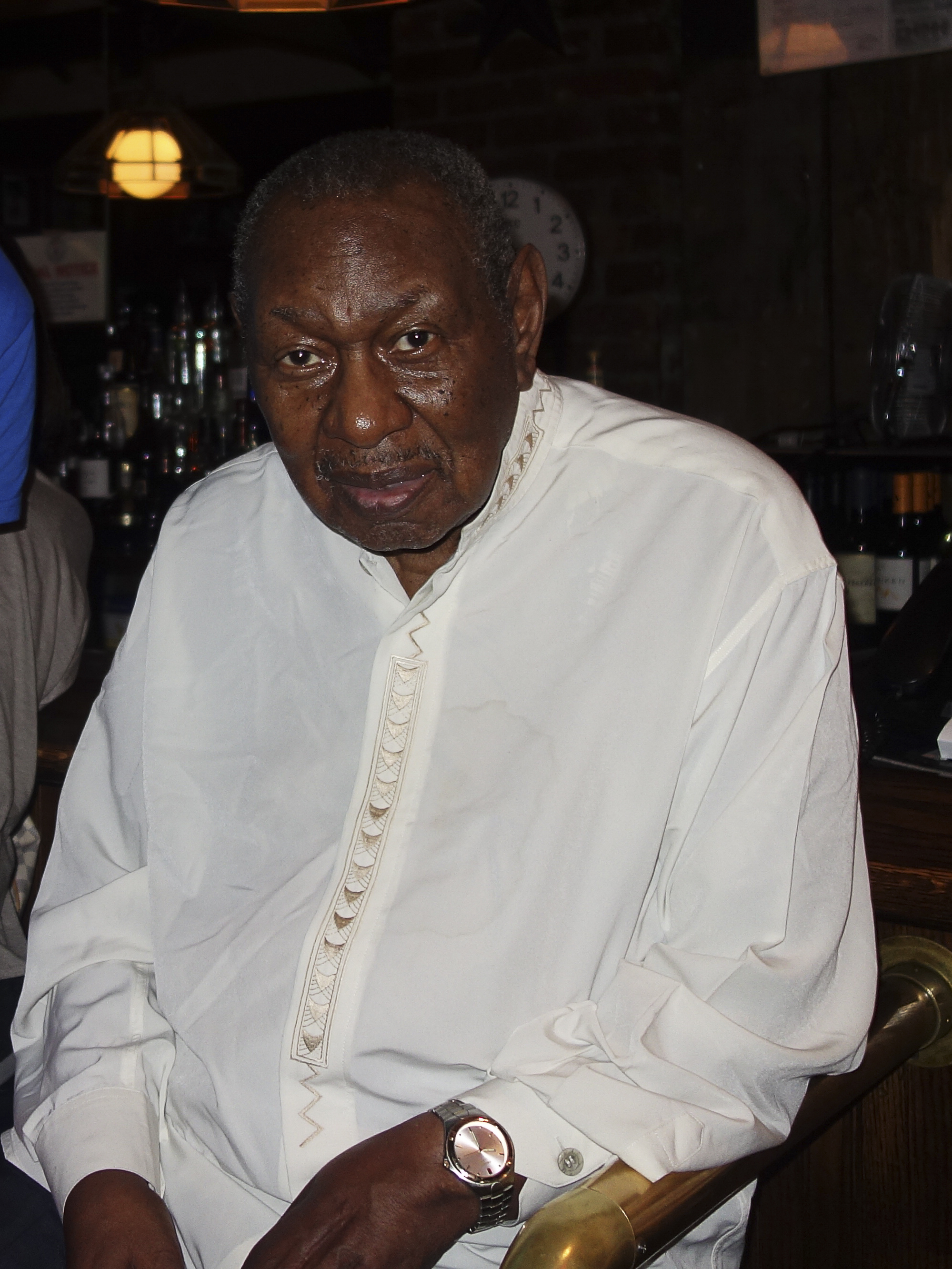
Freddy Cole au Blues Alley (Washington DC) en 2017.

- 1964 : Waiter, Ask the Man to Play the Blues (Dot)
- 1969 : On Second Thought
- 1975 : Freddy Cole's Christmas Dreams
- 1976 : The Cole Nobody Knows
- 1976 : The Way Freddy Cole Sings
- 1978 : One More Love Song (Decca)
- 1978 : I Loved You
- 1979 : Freddy Cole Latino (Som Livre)
- 1980 : Right from the Heart (Decca)
- 1983 : Like a Quiet Storm
- 1987 : Appearing Nightly
- 1991 : I'm Not My Brother, I'm Me (Sunnyside)
- 1992 : Live at Birdland West
- 1994 : Live at Vartan Jazz
- 1995 : I Want a Smile for Christmas (Fantasy)
- 1995 : Always (Fantasy)
- 1995 : This Is the Life (Muse)
- 1996 : A Circle of Love (Fantasy)
- 1997 : To the Ends of the Earth (Fantasy)
- 1998 : Love Makes the Changes (Fantasy)
- 1999 : Le Grand Freddy (Fantasy)
- 2000 : Merry-Go-Round (Telarc)
- 2001 : Rio de Janeiro Blue (Telarc)
- 2003 : In the Name of Love (Telarc)
- 2005 : This Love of Mine (HighNote)
- 2006 : Because of You (HighNote)
- 2007 : Music Maestro Please (HighNote)
- 2009 : The Dreamer in Me: Live at Dizzy's Club (HighNote)
- 2010 : Freddy Cole Sings Mr. B (HighNote)
- 2011 : Talk to Me (HighNote)
- 2013 : This and That (HighNote)
- 2014 : Singing the Blues (HighNote)
- 2016 : He Was the King (HighNote)
- 2018 : My Mood is You (HighNote)